# Gafarró caranegre
El gafarró caranegre (Crithagra capistrata) és un ocell de la família dels fringíl·lids (Fringillidae).

## Hàbitat i distribució
Viu als clars del bosc i boscos de ribera de les terres baixes des de Gabon, República del Congo, sud-oest, sud, sud-est i est de la República Democràtica del Congo, cap al sud fins l'oest, nord i nord-est d'Angola, nord de Zàmbia i Burundi.